# Космо Крамер
Ко́смо Кра́мер (англ. Cosmo Kramer), чаще всего называемый просто «Кра́мер» — один из четырёх главных героев культового американского телевизионного сериала «Сайнфелд»; роль исполнял актёр Майкл Ричардс. Сосед и друг Джерри Сайнфелда, также поддерживает дружеские отношения с Элейн Бенес и Джорджем Костанзой.
Крамер появлялся во всех эпизодах, кроме двух: «Китайский ресторан» (The Chinese Restaurant) и «Ручка» (The Pen), второго и третьего сезонов соответственно. Майкл Ричардс повторял роль Крамера в сериалах «Без ума от тебя» и «Умерь свой энтузиазм».
За исполнение роли Крамера Ричардс был удостоен трёх премий «Эмми» за лучшую мужскую роль второго плана в комедийном сериале. В 1999 году журнал TV Guide поставил Крамера на 36-е место в списке «50 величайших телеперсонажей всех времен».